# Pain, Tulipes et Comédie
Pour plus de détails, voir Fiche technique et Distribution.
Pain, Tulipes et Comédie (titre original : Pane e tulipani) est une coproduction helvético-italienne réalisée par Silvio Soldini et sortie en 2000.
Le titre vient de Bread and Roses (du pain et des roses), le titre d'un poème de James Oppenheim (en), publié dans The American Magazine en décembre 1911, repris comme slogan lors de la grève du textile à Lawrence en 1912 pour signifier que les ouvriers ont besoin tant de nourritures matérielles (le pain) que spirituelles (les roses). Par ailleurs, dans le film, le fleuriste-anarchiste Fermo explique que tout le monde pense que ces fleurs viennent de Hollande, alors qu'en fait leur origine est en Perse.

## Synopsis
Rosalba est une femme au foyer de la ville de Pescara, mère de deux adolescents et épouse de Mimmo, un homme irrespectueux et infidèle, propriétaire d'une entreprise de plomberie et sanitaire. Avec sa famille et ses amis, le couple participe à un voyage touristique sans grand relief, organisé par une entreprise de vente de casseroles et d'appareils électroménagers. Lors d'un arrêt de bus, avant de continuer en direction de Rome, Rosalba est oubliée dans le restoroute. Lasse, elle décide de rentrer à Pescara en auto-stop, mais en cours de chemin, elle saisit l'occasion de réaliser un souhait : une escapade impromptue à Venise.  
Dans la cité des Doges, Rosalba se retrouve bientôt à court d'argent, elle est hébergée gracieusement par Fernando, un serveur islandais dans un petit restaurant miteux, qui parle l'italien de manière raffinée et littéraire. Elle noue une amitié complice avec Grazia, une masseuse holistique, voisine de Fernando et trouve un emploi dans un petit magasin de fleurs géré par Fermo, un anarchiste âgé et querelleur, qui est conquis par les manières affables de Rosalba.
Mimmo ne tolère plus la longue absence de Rosalba, surtout parce qu'il est débordé par les tâches ménagères et décide d’engager un détective privé. Égoïste comme personne, il préfère mandater Costantino, un jeune homme volontaire, passionné de romans policiers, qui s’est présenté dans son entreprise à la recherche d'un emploi de plombier. Un peu malgré lui, Constantino est contraint de partir pour Venise, où sa persévérance le conduit à retrouver Rosalba mais seulement de manière fugitive dans un premier temps, mais il fait surtout la rencontre de Grazia, dont il tombe instantanément amoureux et réciproquement. Pendant ce temps, Rosalba se sent de plus en plus attirée par la personnalité délicate, romantique et mystérieuse de Fernando, car une relation s'est établie entre les deux, faite de petits gestes quotidiens et de tendres attentions.
Loin de chez elle, Rosalba prend soin d’elle et s’épanouit dans ses nouvelles relations. Elle renoue aussi avec des envies auparavant enfouies, comme jouer de l’accordéon. Jusqu'à ce que la maîtresse de Mimmo, une amie de la famille, fasse irruption à Venise pour ramener Rosalba à la maison, lui faisant croire que son fils a des problèmes de drogue; elle aussi est fatiguée de l'absence de Rosalba, car elle ne partage pas que les bons moments avec Mimmo, mais aussi les tracas du quotidien. 
De retour à Pescara, Rosalba et retrouve un monde qui n'a pas du tout changé, dans lequel chacun semble uniquement impatient de reprendre la routine sordide interrompue par son absence. Elle découvre qu'elle a été dupée : son fils ne prend pas de drogue dure, il consomme occasionnellement du cannabis et n’est pas du tout en danger. Fernando, laissé seul à Venise, trouve enfin le courage de déclarer son amour à Rosalba. Avec le soutien de Costantino et Grazia, ils se lancent dans un voyage à Pescara qui se soldera par le retour définitif de Rosalba à Venise. Cette dernière sera cette fois accompagné par son fils cadet, le seul avec qui elle partage des affinités et des sentiments et que l'absence maternelle avait laissé dans un état de souffrance silencieuse.

## Fiche technique
- Titre du film : Pain, Tulipes et Comédie
- Titre original : Pane e tulipani
- Réalisation et scénario : Silvio Soldini, d'après une histoire de Doriana Leondeff
- Photographie : Luca Bigazzi - Couleurs
- Format : 1,85 : 1
- Musique : Giovanni Venosta
- Montage : Carlotta Cristiani
- Décors : Paola Bizzarri
- Costumes : Silvia Nebiolo
- Production : Daniele Maggioni / Istituto Luce
- Pays d'origine :  Italie /  Suisse
- Durée : 115 minutes
- Sortie : 29 février 2000 en Italie ; 7 février 2001 en France

## Distribution
- Licia Maglietta : Rosalba Barletta
- Bruno Ganz : Fernando Girasole, le serveur
- Giuseppe Battiston : Costantino
- Antonio Catania : Mimmo Barletta, l'époux de Rosalba
- Marina Massironi : Grazia
- Felice Andreasi : Fermo
- Vitalba Andrea : Ketty
- Tatiana Lepore : Adele

## Réception
Le film a un début confidentiel, mais, porté par le bouche à oreille, devient un grand succès commercial. Il est primé par 5 Rubans d'argent et 9 David di Donatello.

## Récompenses
- David di Donatello du meilleur réalisateur et du meilleur scénario en 2000
- Ruban d'argent du meilleur réalisateur et du meilleur scénario italien en 2000